# Лэил, Элизабет
Эли́забет Дин Лэ́ил (англ. Elizabeth Dean Lail, род. 25 марта 1992, Уильямсон, Техас) — американская актриса. Наиболее известна по роли Анны в телесериале «Однажды в сказке» и Ванессы в фильме «Пять ночей с Фредди».

## Биография
Элизабет Дин Лэил родилась в округе Уильямсон, штат Техас, в семье Дина Франклина Лэила и Кей Лурен Сурратт, дальней кузины Джона Сурратта. У неё есть одна старшая сестра Кэтрин Дин Лэил. Они переехали в Ашеборо, округ Рэндольф, Северная Каролина, откуда происходят их предки.
После того, как Лэил окончила Старшую школу Ашеборо в 2009 году, она поступила в Школу искусств Университета Северной Каролины в 2010 году. В мае 2014 года она завершила обучение и получила диплом.
В апреле 2021 года вышла замуж за дантиста Ниеку Маншади.

## Карьера
В период обучения в университете с 2011 по 2014 год Лэил в основном работала в студенческих короткометражках, таких как «Модель самолета» и «Без». Она переехала в Нью-Йорк, чтобы заняться сценической деятельностью, когда прошла прослушивание для сериала ABC «Однажды в сказке», после чего получила роль Анны в четвёртом сезоне сериала, вышедшем в 2014 году. Лэил сыграла главную роль в сериале ужасов Freeform «Dead of Summer» 2016 года, сыграв роль вожатой лагеря Эми.
В 2017 году Лэил сыграла роль Гвиневры Бэк в телесериале «Ты» (Lifetime/Netflix) в компании Пенна Бэджли и Шей Митчелл. Выйдя на экраны в 2018 году, она получила номинацию «Лучшая женская роль в стриминговом телесериале» на 45-й премии Saturn Awards. Лэил повторила свою роль Гвиневры Бэк в качестве гостя во втором и четвёртом сезонах «Ты». Лейл сыграла главную роль в фильме ужасов «Обратный отсчет» (2019).
В марте 2021 года Лэил сыграла главную роль Мак в комедийном фильме «Мак и Рита» в паре с Дайан Китон; она также присоединилась к актёрскому составу подростковой драмы HBO Max «Сплетница» в эпизодической роли Лолы Морган. В том же месяце стало известно, что Лэил присоединилась к актёрскому составу драматического сериала NBC «Обыкновенный Джо».

## Фильмография
| Год       |     | Русское название      | Оригинальное название     | Роль           |
| --------- | --- | --------------------- | ------------------------- | -------------- |
| 2011      | кор | Модель самолёта       | Model Airplane            | Анна           |
| 2014      | кор | Без                   | Without                   | Эмили          |
| 2014      | с   | Однажды в сказке      | Once Upon a Time          | Анна           |
| 2016      | с   | Разгар лета           | Dead of Summer            | Эми Хьюс       |
| 2017      | с   | Чёрный список         | The Blacklist             | Натали Лука    |
| 2018      | с   | Хорошая борьба        | The Good Fight            | Эмили Чаплин   |
| 2018      | ф   | Без злого умысла      | Unintended                | Леа            |
| 2018—2025 | с   | Ты                    | You                       | Гвиневра Бек   |
| 2019      | ф   | Обратный отсчёт       | Countdown                 | Куинн Харрис   |
| 2021      | с   | Сплетница             | Gossip Girl               | Лола Морган    |
| 2021—2022 | с   | Обыкновенный Джо      | Ordinary Joe              | Дженни Бэнкс   |
| 2022      | ф   | Мак и Рита            | Mack & Rita               | Мак            |
| 2022      | мс  | Робоцып               | Robot Chicken             | Анна           |
| 2023      | ф   | Девушка-гонзо         | Gonzo Girl                | Девани Пельтье |
| 2023      | ф   | Пять ночей с Фредди   | Five Nights at Freddy’s   | Ванесса Шелли  |
| 2024—2025 | с   | Элсбет                | Elsbeth                   | Куинн Пауэрс   |
| 2025      | ф   | Пять ночей с Фредди 2 | Five Nights at Freddy’s 2 | Ванесса Шелли  |